# Bernie Brillstein
Bernard J. „Bernie“ Brillstein (* 26. April 1931 in New York City; † 7. August 2008 in Los Angeles) war ein US-amerikanischer Film- und Fernsehproduzent.

## Leben und Karriere
Der in Manhattan geborene Brillstein studierte an der New York University und begann seine Karriere zunächst in der Poststelle der Künstleragentur William Morris Agency (WMA) in New York. Er arbeitete sich zum Agenten hoch und wurde in den 1960er Jahren Fernsehproduzent. Brillstein gründete 1969 seine eigene Künstleragentur, The Brillstein Company, die auch in der Entwicklung von Fernsehproduktionen tätig war. Seine Firma produzierte in der Folge Shows wie Hee Haw, Muppet Show, Saturday Night Live und ALF.
Brillstein wurde durch seine Mitwirkung an diesen Erfolgen zum persönlichen Manager von Stars wie Gilda Radner, John Belushi (Saturday Night Live), Jim Henson (The Muppet Show) und Paul Fusco (ALF). Anfang der 1990er Jahre gründete er eine Produktionsgesellschaft namens Brillstein-Grey Entertainment, die unter anderem für den Sender HBO die Serie The Sopranos produzierte. Daneben war er als Ausführender Produzent an verschiedenen Filmen beteiligt, darunter Blues Brothers, Ghostbusters – Die Geisterjäger und Schlappe Bullen beißen nicht. Am 18. April 2001 erhielt er für seine Verdienste einen Stern auf dem Hollywood Walk of Fame. Brillstein erlag am 7. August 2008 einem Herzleiden.

## Filmografie (Auswahl)
- 1980: Blues Brothers (The Blues Brothers)
- 1981: Zwei wie Katz und Maus (Continental Divide)
- 1981: Die verrückten Nachbarn (Neighbors)
- 1983: Dr. Detroit (Doctor Detroit)
- 1984: Ghostbusters – Die Geisterjäger (Ghost Busters)
- 1985: Spione wie wir (Spies Like Us)
- 1987: Schlappe Bullen beißen nicht (Dragnet)
- 1989: Ghostbusters II
- 1996: Cable Guy – Die Nervensäge (The Cable Guy)
- 1996: Happy Gilmore
- 1996: Bulletproof
- 1998: The Replacement Killers – Die Ersatzkiller (The Replacement Killers)

## Auszeichnungen
- 1983: Emmy-Nominierung für Buffalo Bill
- 1984: Emmy-Nominierung für Buffalo Bill
- 1995: CableACE Award für The Larry Sanders Show
- 1996: Emmy-Nominierung für The Celluloid Closet
- 1997: Emmy-Nominierung für Politically Incorrect
- 1998: Emmy-Nominierung für Politically Incorrect
- 1999: Emmy-Nominierung für Politically Incorrect
- 2000: Emmy-Nominierung für Politically Incorrect
- 2000: Emmy-Nominierung für The Martin Short Show
- 2001: Stern auf dem Walk of Fame
- 2001: Emmy-Nominierung für Politically Incorrect
- 2002: Emmy-Nominierung für Politically Incorrect
- 2003: Emmy für The Wayne Brady Show
- 2004: Emmy-Nominierung für The Wayne Brady Show